# ثورة إدراكية
الثورة الإدراكيّة (بالإنجليزية: cognitive revolution) هي حركة فكريّة بدأت في الخمسينات من القرن الماضي كدراسة متعددة المواضيع للعقل وعملياته، وبدأت تُعرف بالعلوم الإدراكيّة. كانت المجالات المعرفيّة المتداخلة في هذا العلم تشمل علم النفس وعلم الإنسان واللغويات باستخدام مقاربات أصبحت مألوفة بعد ذلك في مجالات الذكاء الاصطناعي وعلوم الحاسوب وعلم الأعصاب. كان علم النفس الإدراكيّ القديم يهدف إلى تطبيق المنهج العلميّ لدراسة الإدراك البشريّ بتصميم التجارب التي تستخدم نماذج الذكاء الاصطناعي لاختبار نظريات العمليات العقليّة في المختبرات المتحكَّم بها.
سبقت تلك الثورة الإدراكيّة بعض المؤلفات مثل تلك التي نشرها عالم النفس جورج ميلر في مقالته عام 1956 بعنوان «رقم سبعة السحريّ، بجمع أو طرح اثنين» (وهي واحدة من الأوراق العلميّة المُستشهَد بها بكثرة في مجال السيكولوجيا). بالإضافة لرفض عالم اللغويات نعوم تشومسكي للمقاربة السلوكيّة في مراجعته عام 1959 لكتاب بورهوس فريدريك سكينر الصادر عام 1967 بعنوان «السلوك الشفهي Verbal Behavior»، وكذلك الأعمال التأسيسيّة في مجال الذكاء الاصطناعيّ التي أرساها جون مكارثي ومارفن مينسكي وآلن نيويل وهيربرت سيمونكما في مقالة عام 1958 بعنوان «عناصر نظرية عن حل المشكلات البشريّة Elements of a Theory of Human Problem Solving». كما كان كتاب ألريك نيسر Ulric Neisser عام 1967 بعنوان «علم النفس الإدراكيّ Cognitive Psychology» إسهامًا له ثقله أيضًا.
كان مركز هارفارد للدراسات الإدراكيّة ومركز معالجة المعلومات البشريّة في جامعة كاليفورنيا، سان دياغو، من المراكز المؤثرة في ستينات القرن الماضي في ما يتعلق بالدراسة الأكاديميّة للعلوم الإدراكيّة. تجاوزت الحركة الإدراكيّة السلوكيّة كنموذج للسيكولوجيا في بداية السبعينات وصارت المقاربة الإدراكيّة مهيمنة على التساؤل البحثي في فروع عدة لمجال علم النفس/ السيكولوجيا.

## خمس أفكار رئيسة من الثورة الإدراكيّة
أشار عالم النفس ستيفن بينكر في كتابه «اللوح الخالي The Blank Slate» عام 2002 إلى خمس أفكار مفتاحيّة صنعت الثورة الإدراكيّة:-
1. يمكن أن يتأصل العالم العقليّ على العالم الفيزيائيّ باستخدام مفاهيم المعلومات والحوسبة والتغذية الرجعيّة[7]
2. لا يمكن للعقل أن يكون لوحًا خاليًا، لأن الألواح الخالية لا تفعل شيئًا[8]
3. يمكن توليد عدد لا نهائيّ من السلوكيات خلال عدد محدود من البرمجيات المزجيّة في العقل[9]
4. يمكن للآليات العقليّة العموميّة أن تكمن وراء الاختلافات السطحيّة حول الثقافات [10]
5. العقل عبارة عن جهاز معقد يتألف من مجموعة من الأجزاء المتفاعلة[11]

## الخلفيّة التاريخيّة

### الرد على السلوكيّة
جاءت الثورة الإدراكيّة في السيكولوجيا على شكل علم النفس المعرفي، كمقاربة للرد على السلوكيّة بصورة كبيرة، وهي المدرسة العلميّة في السيكولوجيا في ذلك الوقت. تأثرت السلوكيّة كثيرًا بإيفان بافلوف Ivan Pavlov وإدوارد ثورندايك E. L. Thorndike والممارس المبكر جون ب. واتسون John B. Watson والذي كان يقترح أن السيكولوجيا لا يمكنها أن تقوم كعلم موضوعيّ إلا إذا كانت مبنيّة على سلوكيات قابلة للملاحظة في أفراد التجربة. يجادل السلوكيّون المنهجيّون أن العمليات العقليّة لا يمكن ملاحظتها، وبالتالي على علماء النفس تجنب وصف العقل أو العمليات العقليّة في نظرياتهم. اعترض سكينر وغيره من السلوكيّين الراديكاليّين على هذه المقاربة، قائلين أن علم السيكولوجيا يجب أن يتضمن دراسة الأحداث الداخلية.
لا يرفض السلوكيّون الإدراك بوجه كامل في هذا الوقت، ولكنهم يرفضون استخدام العقل كأداة تفسيريّة خياليّة (ولا يرفضون استخدام مفهوم العقل من حيث المبدأ). مدّ علماء النفس الإدراكيّ هذه الفلسفة خلال الفحص التجريبيّ للحالات العقليّة مما يتيح للعلماء وضع نظريات تتنبأ بالنتائج بصورة أفضل.
وضِع هذا الموقف التقليديّ الذي يفترض تعارضًا بين دراسة أحداث العقل والسلوكيّة موضع تساؤل خلال عمل جيروم برونر حيث وصف الأمر بالآتي:
من الملاحظ محدوديّة السلوكيّة على أمريكا الشماليّة، وردود الفعل الإدراكيّة الناشئة في النظريات السيكولوجيّة الأوروبيّة. كما وصف جورج ماندلر George Mandler هذا التطور التاريخيّ.

## النقد
كان لاتشمان Lachman وباترفيلد Butterfield من أوائل الذين يرجعون علم النفس الإدراكيّ إلى أصول ثوريّة. ثم اعتقد بعد ذلك مؤيدو نظرية معالجة المعلومات والإدراكيّون أن صعود الإدراكيّة يمثل تحولًا في المسار المفاهيميّ. إلا أن الكثيرين قد ربطوا بين علم النفس الإدراكيّ والسلوكيّة رغمًا عن هذا الاعتقاد.
يقول ليهي Leahey أن علماء الإدراك يؤمنون بالثورة لأنها تمدهم بأسطورة الأصل، والتي تمثل بداية يمكنهم الاعتماد عليها في إضفاء الشرعية على العلم. بينما قال آخرون أن الإدراكيّة هي سلوكيّة بلغة مختلفة، بنموذج واهتمام جديد يهدف إلى وصف السلوك والتحكم والتنبؤ به. كان التحول من السلوكيّة إلى الإدراكيّة تدريجيًّا. لقد كانت الإدراكيّة علم يتطور ببطء أخذ جذوره من السلوكيّة وبنى عليها، ولم يتوقف التطور بل ظهر ما بعد الإدراكيّة Postcognitivism.